# Grit & Grind
Grit & Grind – siódmy album studyjny amerykańskiego rapera E-40, wydany 25 czerwca 2002 roku nakładem Jive i Sick Wid It Records.

## Lista utworów
1. Why They Don't Fuck With Us
2. The Slap
3. Automatic  (feat. Fabolous)
4. Rep Yo' City  (feat. Petey Pablo, Bun B, Eightball, Lil Jon & The Eastside Boyz)
5. It's All Gravity
6. 7 Much  (feat. Kokane)
7. Mustard & Mayonnaise (Intro)
8. Mustard & Mayonnaise
9. My Cup  (feat. Suga T)
10. Whomp Whomp  (feat. Keak Da Sneak & Harm)
11. Lifestyles
12. 'Til The Dawn  (feat. Suga Free & Bosko)
13. End Of The World
14. It's A Man’s Game
15. Pimps, Hustlas (Intro) (feat. James "Stomp Down" Bailey)
16. Pimps, Hustlas
17. Fallin' Rain
18. Roll On (feat. Afroman & B-Legit)